# A Star Is Born (pel·lícula de 1954)
A Star Is Born és una pel·lícula estatunidenca de 1954 dirigida per George Cukor, escrita per Moss Hart i protagonitzada per Judy Garland i James Mason. El guió de Hart és una adaptació de la pel·lícula original de 1937, basada en el guió original de Robert Carson, Dorothy Parker i Alan Campbell, i de la mateixa història per William A. Wellman i Carson, amb aportacions no acreditades de sis escriptors addicionals—David O. Selznick, Ben Hecht, Ring Lardner Jr., John Lee Mahin, Budd Schulberg i Adela Rogers St. Johns.

## Argument
Un famós actor, Norman Maine, amb una seriosa addicció a l'alcohol, descobreix a una jove amb un gran talent per a la cançó, Esther Blodgett, i decideix impulsar la seva carrera cinematogràfica. Ella aconsegueix la fama amb el nou nom de Vicki Lester i, als pocs mesos, la parella es casa. Però, a mesura que l'èxit d'Esther augmenta, decau el de Norman, empenyent-lo de ple a una completa autodestrucció.

## Repartiment

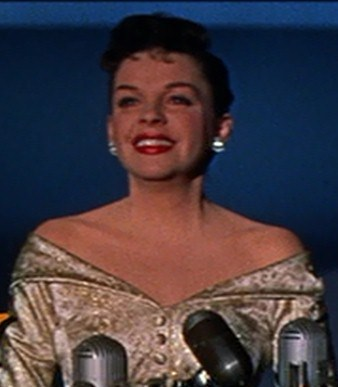
Judy Garland al film

- Judy Garland: Esther Blodgett/Vicki Lester
- James Mason: Norman Maine
- Jack Carson: Matt Libby
- Charles Bickford: Oliver Niles
- Tommy Noonan: Danny McGuire
- Lucy Marlow: Lola Lavery
- Amanda Blake: Susan Ettinger
- Irving Bacon: Graves
- Hazel Shermet: La secretària de Libby

## Producció
El desembre de 1952, Sid Luft va contactar amb George Cukor, per proposar al director un remake musical de la pel·lícula de 1937 A Star Is Born, amb la seva dona Judy Garland en el paper principal. Garland havia interpretat anteriorment a Vicki Lester en una emissió de desembre de 1942 al Lux Radio Theater amb Walter Pidgeon, i ella i Luft, juntament amb diversos associats, havien format Transcona Enterprises específicament per produir el projecte a la pantalla. Cukor s'havia negat a dirigir la pel·lícula original perquè era massa semblant a la seva obra de 1932 El preu de Hollywood, però l'oportunitat de dirigir la seva primera pel·lícula Technicolor i la seva primera pel·lícula musical, treballar amb el guionista Moss Hart, i especialment amb Garland, li va atreure, i va acceptar. Va ser la primera pel·lícula de Garland des que va deixar la MGM.
Portar la pel·lícula actualitzada a la pantalla va resultar ser un repte. Cukor volia Cary Grant, a qui havia dirigit tres vegades abans, com a protagonista masculí, i va arribar a llegir tot el guió amb ell. Grant, tot i que acceptava que era el paper de tota la vida, estava més interessat a viatjar amb la seva dona Betsy Drake, i va rebutjar el paper rotundament (també va rebutjar Vacances a Roma i Sabrina). També estava preocupat per la reputació de poca fiabilitat de Garland; Cukor mai va perdonar a Grant per haver declinat el paper. Aleshores el director va suggerir Humphrey Bogart o Frank Sinatra per al paper, però Jack L. Warner els va rebutjar tots dos. Garland va suggerir John Hodiak (amb qui havia treballat anteriorment a The Harvey Girls vuit anys abans) per al paper, però Hodiak no estava disponible en aquell moment. Stewart Granger va ser el favorit durant un temps, però es va retirar quan no va poder adaptar-se a l'hàbit de Cukor d'interpretar escenes com a forma de direcció.
Finalment, es va signar James Mason i el rodatge va començar el 12 d'octubre de 1953. A mesura que passaven els mesos, Cukor es va veure obligat a fer front no només a canvis constants de guió, sinó a una protagonista inestable, que estava plagada de dependències químiques, importants fluctuacions de pes, malalties i hipocondria. Després de vuit dies de rodatge, incloses les versions estàndard i CinemaScope de "The Man That Got Away", els executius de l'estudi van decidir que la pel·lícula hauria de ser la primera pel·lícula de Warner Brothers a utilitzar CinemaScope.
El març de 1954, es va muntar un tall aproximat al qual encara faltaven diversos números musicals, i Cukor tenia sentiments contradictoris al respecte. Quan es va roda l'última escena a primera hora del matí del 28 de juliol de 1954, Cukor ja havia abandonat la producció i s'estava relaxant a Europa. La llarga seqüència "Born in a Trunk" es va afegir després que Cukor marxés, supervisada pel mentor professional de Garland Roger Edens.
A Star Is Born va costar més de 5 milions de dòlars en producció, convertint-la en una de les pel·lícules més cares fetes a Hollywood en aquella època.

## Premis i nominacions
| Premi                                               | Categoria                                    | Nominat(s)                                                                                           | Resultat  | Ref.   |
| --------------------------------------------------- | -------------------------------------------- | --- | --------- | ------ |
| Oscar                                               | Millor actor                                 | James Mason                                                                                          | Nominat   | [ 11 ] |
| Oscar                                               | Millor actriu                                | Judy Garland                                                                                         | Nominat   | [ 11 ] |
| Oscar                                               | Millor direcció artística – Color            | Direcció artística: Malcolm Bert, Gene Allen i Irene Sharaff; Set de decoració: George James Hopkins | Nominat   | [ 11 ] |
| Oscar                                               | Millor vestuari – Color                      | Jean Louis, Mary Ann Nyberg i Irene Sharaff                                                          | Nominat   | [ 11 ] |
| Oscar                                               | Millor banda sonora                          | Ray Heindorf                                                                                         | Nominat   | [ 11 ] |
| Oscar                                               | Millor cançó original                        | "The Man That Got Away" Música per Harold Arlen; lletra d'Ira Gershwin                               | Nominat   | [ 11 ] |
| British Academy Film Awards                         | Millor actriu estrangera                     | Judy Garland                                                                                         | Nominat   | [ 12 ] |
| Premi del Sindicat de Directors                     | Assoliment de direcció excepcional en cinema | George Cukor                                                                                         | Nominat   | [ 13 ] |
| Globus d'Or                                         | Millor actor musical o còmic                 | James Mason                                                                                          | Guanyador | [ 14 ] |
| Globus d'Or                                         | Millor actriu musical o còmica               | Judy Garland                                                                                         | Guanyador | [ 14 ] |
| Premi del New York Film Critics Circle              | Millor Actor                                 | James Mason                                                                                          | Nominat   | [ 15 ] |
| Premi del New York Film Critics Circle              | Millor actriu                                | Judy Garland                                                                                         | Nominat   | [ 15 ] |
| Premis del Sindicat de Guionistes dels Estats Units | Millor musical escrit                        | Moss Hart                                                                                            | Nominat   | [ 16 ] |